# Nototropis falcatus
Nototropis falcatus är en kräftdjursart som beskrevs av Metzger 1871. Nototropis falcatus ingår i släktet Nototropis och familjen Atylidae. Arten är reproducerande i Sverige. Inga underarter finns listade i Catalogue of Life.